# How Lucky Can You Get
How Lucky Can You Get ist ein Lied der amerikanischen Sängerin Barbra Streisand für den offiziellen Soundtrack des Films Funny Lady aus dem Jahr 1975. Es wurde im April 1975 von Arista Records als 7″-Single veröffentlicht. Der Song wurde von Fred Ebb und John Kander geschrieben und von Peter Matz produziert. How Lucky Can You Get ist einer der neuen Songs auf dem Soundtrack, der ursprünglich von Fanny Brice geschrieben wurde, der Figur, die Streisand im oben genannten Film spielt. Es wurde vermutet, dass der Text von Giacomo Puccinis Oper La Bohème aus dem Jahr 1896 beeinflusst worden sein könnte.

## Hintergrund und Veröffentlichung
Laut den Liner Notes, die der 1990 erschienenen Soundtrack-CD zu Funny Lady beilagen, geht der Ursprung von How Lucky Can You Get auf einen gleichnamigen Song zurück, den Fanny Brice (die im Film dargestellte Figur) einmal live aufgeführt hatte. Der Song (und einige andere für den Soundtrack) wurde von Fred Ebb und John Kander geschrieben und von Peter Matz produziert, der auch für das Audio-Arrangement des Songs verantwortlich war. Streisand nahm How Lucky Can You Get während eines dreiwöchigen Aufnahmeprogramms im Jahr 1975 auf und veröffentlichte es im April 1975 als 7″-Single über Arista Records sowohl in den Vereinigten Staaten als auch in Italien Beide Versionen enthalten How Lucky Can You Get als A-Seite, während More Than You Know als B-Seite verwendet wird.

## Komposition und Texte

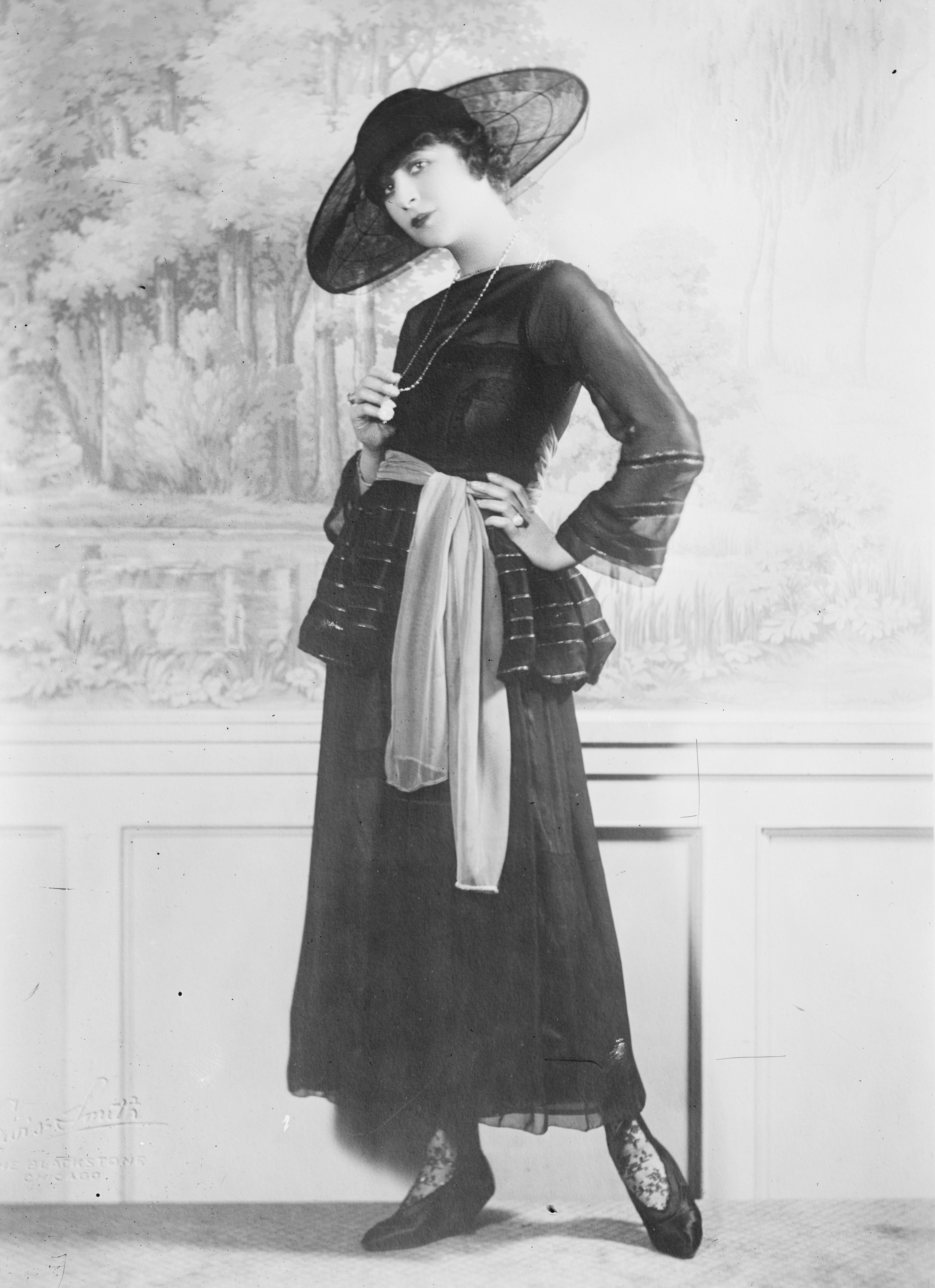
Der Text von How Lucky Can You Get bezieht sich auf Fanny Brice, die Figur, die Streisand in Funny Lady verkörpert.

Der Text des Liedes bezieht sich auf Fanny Brice, die Figur, die Streisand in Funny Lady verkörpert. How Lucky Can You Get steht in der Tonart C-Dur, Streisands Gesang reicht von F3 bis F5 und wird nur von einem Klavier begleitet. Durch die Verwendung einer viertaktigen Phrase und zunehmender Tonartwechsel zur Erzeugung von Spannung und Vorfreude ist die chromatische Melodie in der Lage, die Kraft des Textes voll zu unterstützen und für den Zuhörer „eindringlich“ zu klingen. Passend zu den musikalischen Aspekten des Songs haben Ebb und Kander einen „sarkastischen“ Text verfasst, der genau auf den Charakter von Brice zugeschnitten ist.
Textlich eröffnet Streisand das Lied, indem sie die ersten Zeilen summt („Badodiodiodi / Odiodo“), gefolgt vom Refrain, in dem sie fragt: „Gee, whee, wow, how lucky? / How lucky can you get?“. Das kurze musikalische Zwischenspiel in How Lucky Can You Get wechselt von einer viertaktigen zu einer achttaktigen Phrase, genau dann, wenn es „in seine ursprüngliche Tonart zurückkehrt“ und der Text „äußerlich geradlinig wird“. Während der letzten beiden Strophen des Liedes spricht Streisand mit sich selbst und fragt: „Hey there, gorgeous! / Great success! / Was ist dein Geheimnis? / Just luck, I guess“. James Leve, der die Biographie von Kander und Ebb schrieb, bezeichnete diesen Text als ironisch und behauptete, dass die Musik, die diese vier Zeilen begleitet, aus Giacomo Puccinis Oper La Bohème von 1896 stammt.

## Kritische Rezeption und Vermächtnis
Der vielleicht bekannteste Song aus Funny Lady, How Lucky Can You Get, wurde von der Musikkritik positiv besprochen. Der Autor Leve erinnerte daran, dass das Lied „exemplarisch für Kander und Ebbs Ansatz des Musiktheaters sei“, und bezog sich dabei auf seine Verwendung im Film. Über die Passage in Funny Lady, in der Streisand das Lied singt, schrieb der Autor David Craig, dass sie es „in der denkbar einfachsten Darbietung“ singe, aber „keinen Pep braucht, um ihren Showstopping-Status zu untermauern“.
Peter Filichia, der eine Reihe von Büchern über Broadway-Musicals geschrieben hat, sagte, dass das Singen von How Lucky Can You Get und die Arbeit mit Kander und Ebb perfekt für sie waren. Er scherzte auch, dass der Titel des Songs „Streisands Erfahrung mit Funny Girl perfekt zusammenfasst“.
Der Musikwissenschaftler Thomas S. Hischak mochte das Lied auf dem Soundtrack und nannte es „luftig“.
Alan Neff meinte, How Lucky Can You Get vermittle dem Zuhörer ein Gefühl von „Exhibitionismus“.
Sowohl Ebb als auch Kander wurden für ihre Beiträge zu How Lucky Can You Get für mehrere Preise nominiert. Bei den 48. Academy Awards wurde die Single für den Oscar als bester Originalsong nominiert, verlor aber gegen Keith Carradines I’m Easy aus dem Film Nashville, und auch bei den 33. Golden Globe Awards verlor How Lucky Can You Get gegen I’m Easy als bester Originalsong.
Im Jahr 2010 veröffentlichte das Karaoke-Label Musical Creations ein Album mit sechs Titeln unter dem Titel How Lucky Can You Get – In the Style of Barbra Streisand, das sechs verschiedene instrumentale Arrangements von How Lucky Can You Get enthält. Während Streisands Konzerttournee mit dem Titel Barbra: The Music, The Mem'ries, The Magic sang sie bei ihren Auftritten eine Live-Version von How Lucky Can You Get, die auch auf ihrem begleitenden neunten Live-Album The Music...The Mem'ries...The Magic! (2017).

## Chartplatzierungen
How Lucky Can You Get kam in den USA und Kanada nicht in die Hauptcharts, aber in beiden Ländern in die Adult Contemporary Charts. In den Vereinigten Staaten debütierte die Single in der Woche bis zum 31. Mai 1975 auf Platz 33 der Adult Contemporary Charts. Nach mehreren Wochen des Aufstiegs erreichte sie am 21. Juni mit Platz 27 ihre höchste Position, in Kanada debütierte sie auf Platz 35 und war damit nach der offiziellen Liste von RPM der höchste Debütant der Woche. In ihrer vierten Woche in den Charts erreichte sie schließlich Platz 19 (was auch ihre höchste Position war).